# Дејтон (Тенеси)
Дејтон (енгл. Dayton) град је у америчкој савезној држави Тенеси.

## Демографија
По попису из 2010. године број становника је 7.191, што је 1.011 (16,4%) становника више него 2000. године.
| Група             | 2000.         | 2010.         |
| Белци             | 5.525 (89,4%) | 6.217 (86,5%) |
| Афроамериканци    | 325 (5,3%)    | 346 (4,8%)    |
| Азијати           | 45 (0,7%)     | 55 (0,8%)     |
| Хиспаноамериканци | 193 (3,1%)    | 405 (5,6%)    |
| Укупно            | 6.180         | 7.191         |